# Aethesoides
Aethesoides es un género de polillas tortrícidas categorizado en la tribu Cochylini, de la subfamilia Tortricinae. Fue descrito por Józef Razowski en 1964.

## Especies
- Aethesoides allodapa Razowski, 1986
- Aethesoides chalcospila (Meyrick, 1932)
- Aethesoides columbiana Razowski, 1967
- Aethesoides distigmatana (Walsingham, 1897)
- Aethesoides enclitica (Meyrick, 1917)
- Aethesoides hondurasica Razowski, 1986
- Aethesoides inanita Razowski y Becker, 1986
- Aethesoides mexicana Razowski, 1986
- Aethesoides stellans Razowski y Becker, 1994
- Aethesoides timia Razowski y Becker, 1986